# Liana Tsotadze
Liana Tsotadze, née le 7 juin 1961 à Tbilissi en République socialiste soviétique de Géorgie, est une ancienne plongeuse soviétique, médaillée de bronze olympique en 1980.

## Carrière
Aux Jeux olympiques d'été de 1980, elle termine 3e en plongeon de haut-vol à 10 m derrière la Est-Allemande Martina Jäschke et sa compatriote Servard Emirzian.